# Whitrope Burn
Der Whitrope Burn ist ein Wasserlauf in den Scottish Borders, Schottland. Er entsteht als Butter Sike westlich der Limekiln Edge und fließt zunächst in westlicher Richtung. Er unterquert die B6399 und wendet sich dann in südlicher Richtung die westliche und östliche Seite der Straße mehrfach wechselnd. Er mündet südlich des Weilers Hermitage in das Hermitage Water.